# 田宮如雲
田宮 如雲（たみや じょうん、文化5年10月23日（1808年12月10日） - 明治4年4月19日（1871年6月6日））は、江戸時代後期の尾張藩側用人、家老。名は篤輝。通称・弥太郎、晩年に如雲と改め、桂園と號す。旧姓・大塚。

## 経歴
尾張藩士・大塚三右衛門正甫の第二子として生まれ、田宮半兵衛の養子となる。金鉄組を立ち上げ第11代藩主・徳川斉温の後継として支藩高須藩の松平秀之助（徳川慶勝）を擁立する運動を起こすが実現しなかった。
嘉永2年（1849年）慶勝が第14代藩主に就任し、嘉永5年（1852年）側用人格となり藩政改革に取り組む。安政5年（1858年）安政の大獄により慶勝が隠居・謹慎処分を受けると、如雲も屏居となる。文久2年（1862年）に赦され、文久3年（1863年）城代に就任。
元治元年（1864年）第一次長州征討において慶勝が征長総督となり参謀として従軍。長州藩に寛大な処分を行うことに尽力したことから幕府の忌避を受け、慶応元年5月（1865年）屏居となる。同年8月に赦され、その後、京都に上洛し、慶応3年12月9日（1868年1月3日）新政府の参与に就任。戊辰戦争では甲州・信州の平定に従事。明治2年（1869年）名古屋藩大参事となるが、明治3年5月（1870年）、病のため辞職した。
明治18年（1885年）、従四位を追贈された。

## 著作
- 『新編桶峡合戦記』弘化3年（1846年）。
- 『桂園遺稿』加藤重太郎、1896年。

## 親族
- 孫 田宮鈴太郎（1897年10月27日、祖父如雲の功により男爵を叙爵[4]）

## その他の文献
- 『尾参精華』秀文社、明治32年3月1日発行。
- 『済美帖』名古屋市教育會、大正4年11月20日発行。
- 『華族譜要』維新資料編纂会編、昭和4年1月15日発行。
- 『名古屋市史人物編上巻』名古屋市役所篇、昭和9年5月28日発行。
- 『冬の派閥』城山三郎　新潮社、昭和57年1月20日発行。
- 『三百藩家臣人名事典第四巻』新人物往来社、昭和63年7月25日発行。
- 『尾張藩幕末風雲録』渡辺博史　ブックショップマイタウン、平成19年5月1日発行。
- 『聖徳記念絵画館壁画6王政復古（天皇政治の復活）』明治神宮外苑、平成20年12月発行。
- 『華族総覧』講談社現代新書、平成21年7月20日発行。
- 『幕末維新に学ぶ現在 2』山内昌之　中央公論社、平成23年4月25日発行。